# Alphonse d’Ornano
Alphonse d’Ornano, Alfonso Girolamo d’Ornano (ur. 1548 w Bastelice, zm. 1610 w Bordeaux) – marszałek Francji w czasach Karola IX, Henryka III i Henryka IV.

## Życiorys
Był synem korsykańskiego bohatera narodowego Sampiero Corso d’Ornano i Vanniny z domu d’Ornano. Jako dziecko przebywał na dworze francuskim, gdzie był paziem delfina, późniejszego króla Franciszka II. Brał udział w drugim powstaniu swego ojca przeciwko Genueńczykom i po jego zamordowaniu sam kierował jeszcze przez dwa lata insurekcją korsykańską, widząc jednak zniszczenie ojczyzny, rozdwojenie rodów szlacheckich i ogólną niechęć ludności wyspy do dalszych destruktywnych walk, zawarł układ z dowódcą genueńskim Giorgio Doria i wraz z 350 zwolennikami, którzy, nieprzejednani, nie chcieli się podporządkować Genui, opuścił Korsykę i udał się na emigrację do Francji.
We Francji Ornano został bardzo łaskawie przyjęty przez Katarzynę Medycejską i jej syna Karola IX: uznano jego szlachectwo, nadano mu stopień generała oddziałów korsykańskich i powierzono funkcję gubernatora Valence. Później, za panowania Henryka III, Ornano wyrobił nadanie obywatelstwa i potwierdzenie szlachectwa dla wszystkich swych towarzyszy z emigracji z Korsyki, i poprzez wstawiennictwo króla zmusił republikę Genui do zwrotu swych włości na Korsyce i wypłacanie należnych z nich dochodów oraz do wypuszczenia z więzienia trzymanych tam jeszcze insurgentów.
W czasie wojen religijnych we Francji między Ligą Katolicką a hugenotami pełnił funkcję gubernatora twierdzy Pont-Saint-Esprit i zdobył sobie, pozostając przez cały czas wierny Walezjuszom, reputację człowieka prawego i uczciwego, co mu zdobyło poważanie obu walczących stron. Kierując walkami po stronie królewskiej, odniósł 10 sierpnia 1587 zwycięstwo nad 4000 Szwajcarami, którzy przybyli na pomoc hugenotom, za co został mianowany członkiem Rady Państwa i gubernatorem prowincji Delfinat.
Był jednym z pierwszych, którzy uznali sukcesję króla Nawarry Henryka IV do tronu Francji. W służbie tego króla spacyfikował prowincje Delfinat i liońską, pobił wojska hiszpańskie dowodzone przez konetabla Juana Velasqueza i odbił Lidze twierdzę La Fère, za co Henryk IV mianował go marszałkiem Francji i nadał mu najwyższe odznaczenie, Order Świętego Ducha oraz powierzył funkcję gubernatora prowincji La Guyenne, którą dotychczas piastowali tylko książęta krwi.
Olbrzymią sławę Ornano zdobył w czasie epidemii zarazy, kiedy osobiście objeżdżał miasto Bordeaux i jego okolice, odwiedzał chorych, pytając się o ich potrzeby i kazał wznosić nowe szpitale. Do tej pory Bordeaux czci jego pamięć, nazwiskiem jego nazwano jedną z piękniejszych ulic miasta.
W końcu roku 1609 Ornano udał się na dwór królewski, by towarzyszyć Henrykowi IV w planowanej podróży do Jülich. By ją odbyć, postanowił się poddać operacji nerek (dręczyła go kamica nerkowa). Wynik był fatalny – w ranę wdała się gangrena i marszałek zmarł po trzech dniach w wieku 62 lat.

## Życie prywatne
Był żonaty z Marguerite de Flassans z prastarego rodu z Prowansji i miał z nią czterech synów, z których Jean-Baptiste został również marszałkiem Francji.